# Tell Tamer
Tell Tamer (tiếng Ả Rập: تل تمر, tiếng Syriac: ܬܠ ܬܡܪ,,tiếng Kurd: Girê Xurma còn được gọi là Tal Tamr hoặc Tal Tamir, là một thị trấn nhỏ ở phía tây tỉnh al-Hasakah, đông bắc Syria. Đây là trung tâm hành chính của Tell Tamer Nahiya bao gồm 13 thành phố.
Ban đầu là nơi sinh sống của người Assyria vào đầu thế kỷ 20, thị trấn hiện chủ yếu là người Kurd và người Arab Bedouin mới định cư, với người Assyria chiếm thiểu số đáng kể khoảng 20%. Tại cuộc điều tra dân số năm 2004, Tell Tamer có dân số 7.285 người.
Nằm bên sông Khabur tại một giao lộ giữa Xa lộ M4 (Aleppo-Mosul) và con đường chính giữa al-Hasakah và Diyarbakır (Thổ Nhĩ Kỳ), thị trấn là một trung tâm giao thông có tầm quan trọng lớn.

## Từ nguyên
Tên của thị trấn, "Tell Tamer", bắt nguồn từ tiếng Ả Rập và tiếng Aramaic "Tell/tella", cả hai đều có nghĩa là "ngọn đồi" và "tamer/tamra", cả hai đều có nghĩa là "ngày". Do đó, tên của thị trấn có nghĩa là "Đồi của ngày tháng".

## Địa lí và khí hậu
Trong Upper Khabur Valley của Jazira ở đông bắc Syria, Tell Tamer nằm ở bên trái (phía đông) bờ sông Khabur, ngay phía nam của cửa sông Zirgan nhỏ. Khoảng 3 kilômét (1,9 mi) về phía đông, cảnh quan kéo lên đến cao nguyên bazan núi lửa Ard al-Shaykh.
Tell Tamer nằm trên một đường thẳng nối trực tiếp giữa thành phố Ras al-Ayn khoảng 35 kilômét (22 mi) về phía tây bắc và thủ phủ tỉnh al-Hasakah khoảng 40 kilômét (25 mi) về phía đông nam. Giao lộ với đường cao tốc M4 (Aleppo-Mosul) và qua sông gần đó làm cho Tell Tamer trở thành một trung tâm giao thông thiết yếu.

## Lịch sử
Định cư vào những năm 1930 bởi những người tị nạn Assyria ở Iraq chạy trốn khỏi vụ thảm sát Simele ở Iraq, những người đã chuyển đến Syria nơi bị Pháp kiểm soát và định cư trong vùng kéo dài 25 km của sông Khabur trong 35 khu định cư.

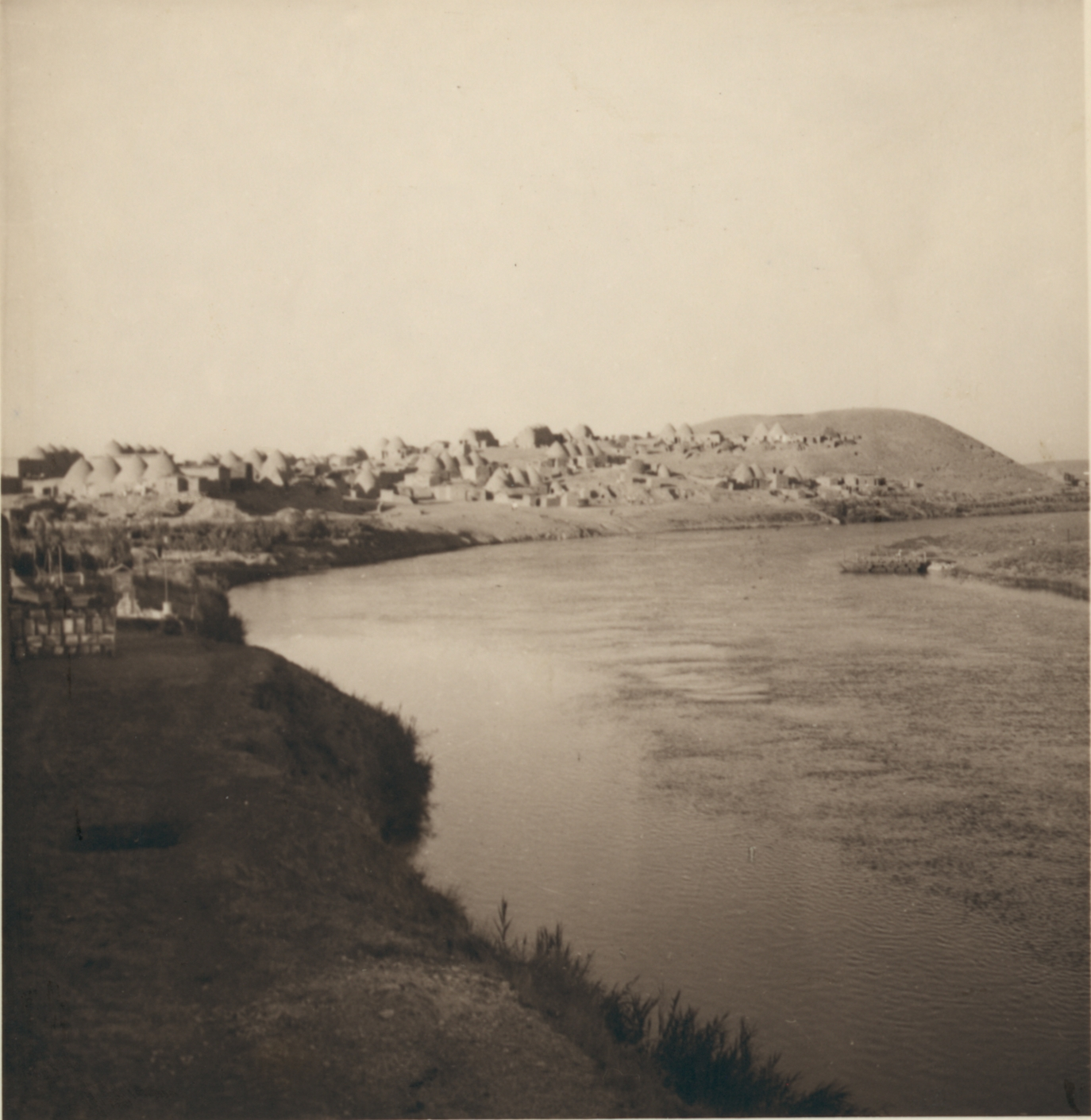
Tal Tamer (1939)
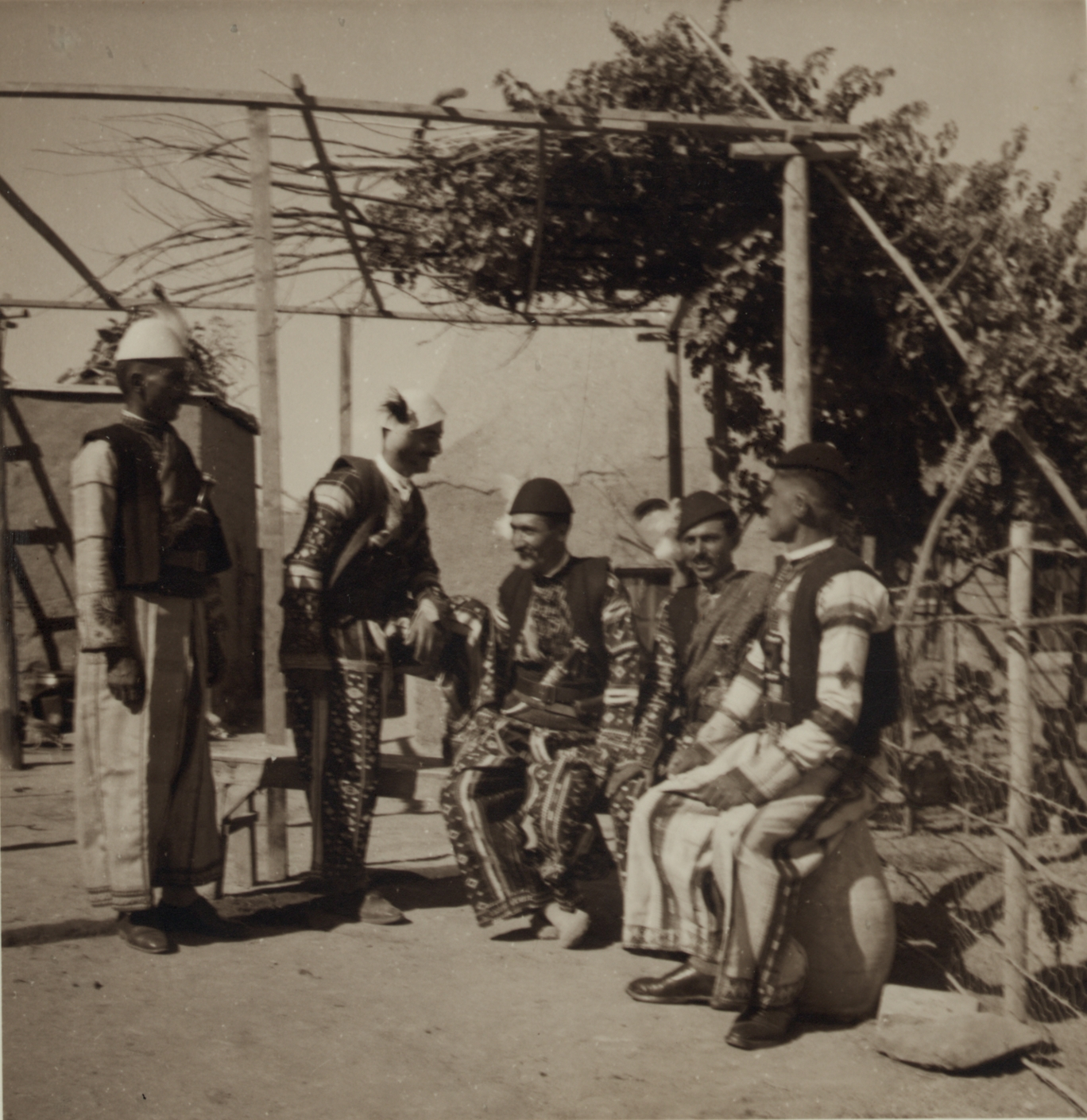
Đàn ông Assyria ở Tal Tamer (1939)
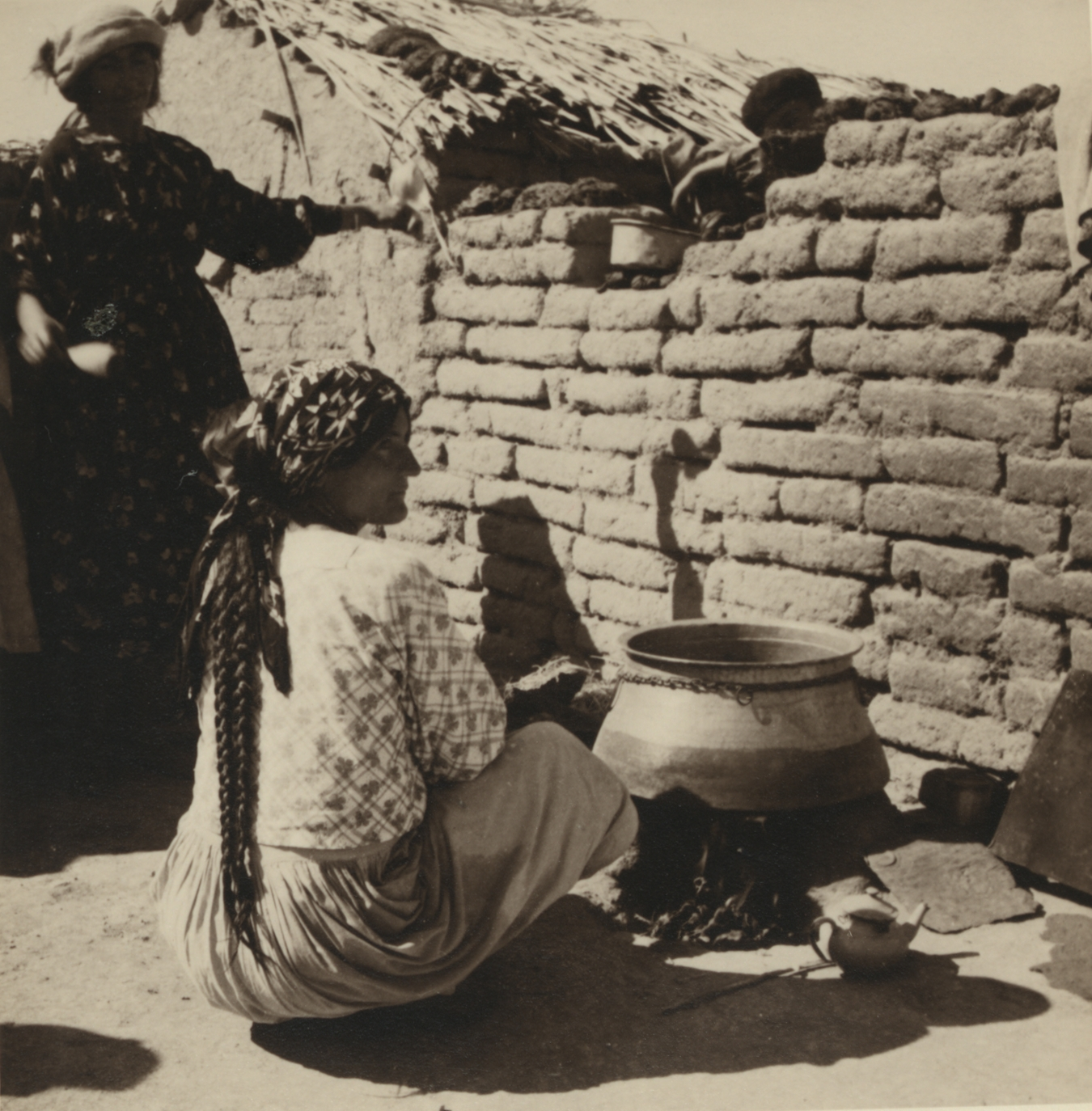
Người phụ nữ Assyrian nấu ăn (1939)
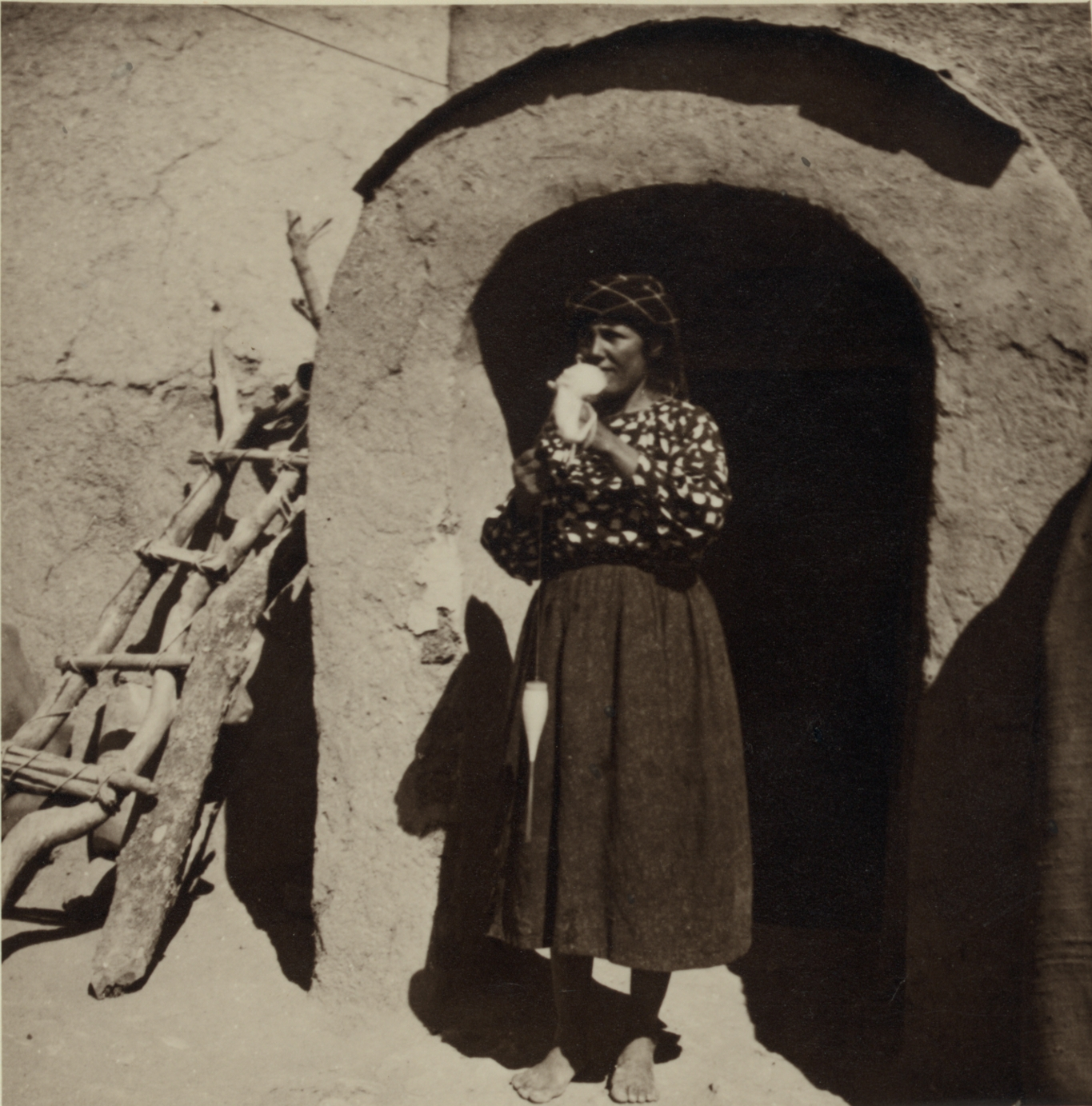
Người phụ nữ Assyria kéo sợi len (1939)
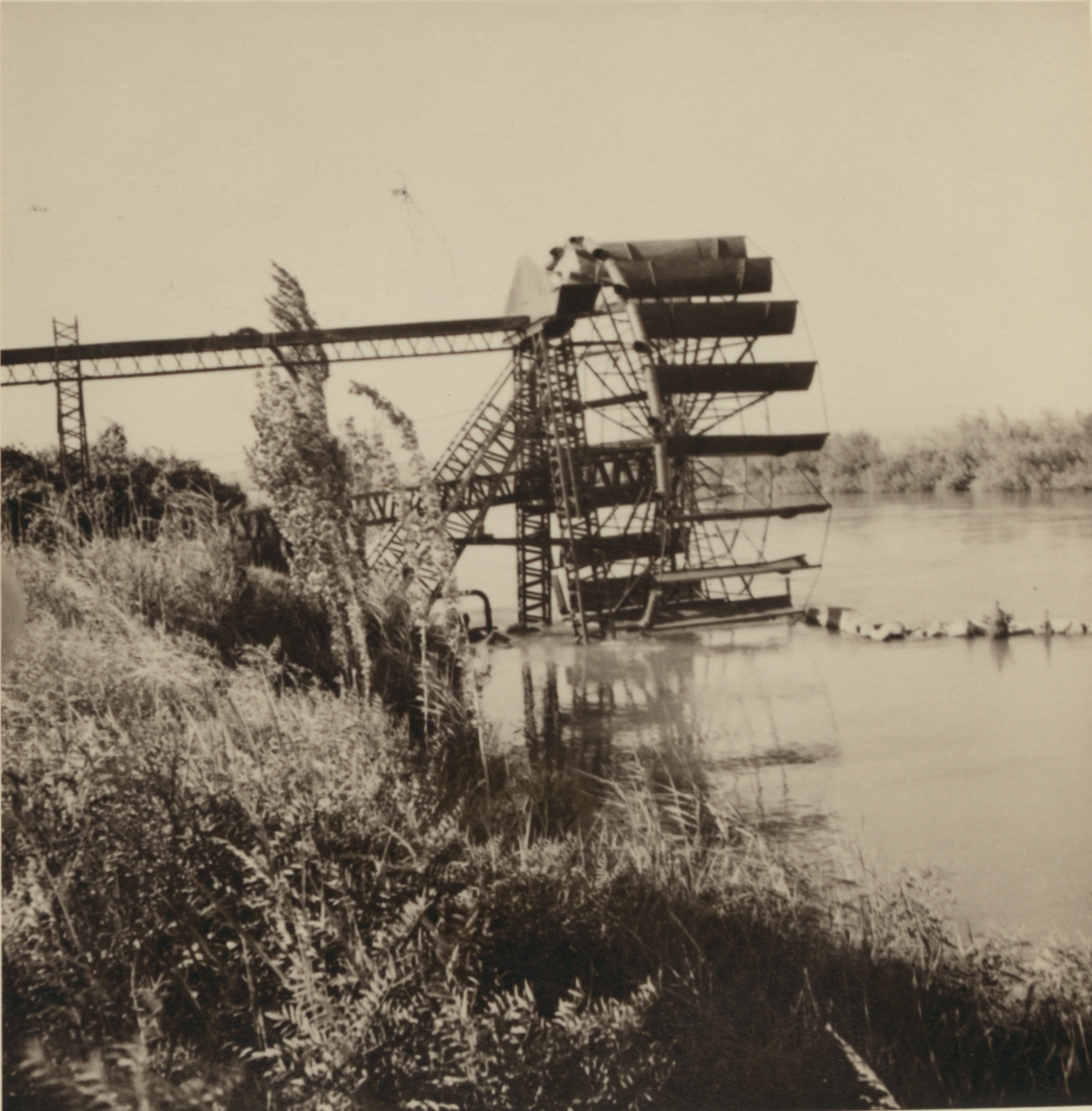
Cối xay nước Tal Tamer (1939)

### Nội chiến Syria
Một cuộc di cư của người Assyria từ thị trấn bắt đầu vào tháng 11 năm 2012, khi các binh sĩ Quân đội Syria Tự do đe dọa xâm chiếm nó. Cuộc di cư tiếp tục khi Nhà nước Hồi giáo Iraq và Syria kiểm soát các con đường gần đó ngay bên ngoài thị trấn.
Vào tháng 10 năm 2013, bốn người Assyria đã bị dừng lại khi đang lái xe và bị bọn khủng bố Nhà nước Hồi giáo Iraq và Syria bắt cóc.
Theo Thông tấn xã Quốc tế Syriac, vào tháng 5 năm 2014, Nhà nước Hồi giáo Iraq và Levant đã tấn công một ngôi làng Assyria trong thị trấn, khiến người Assyria phải gọi cho Đơn vị Bảo vệ Nhân dân người Kurd để giúp bảo vệ họ.

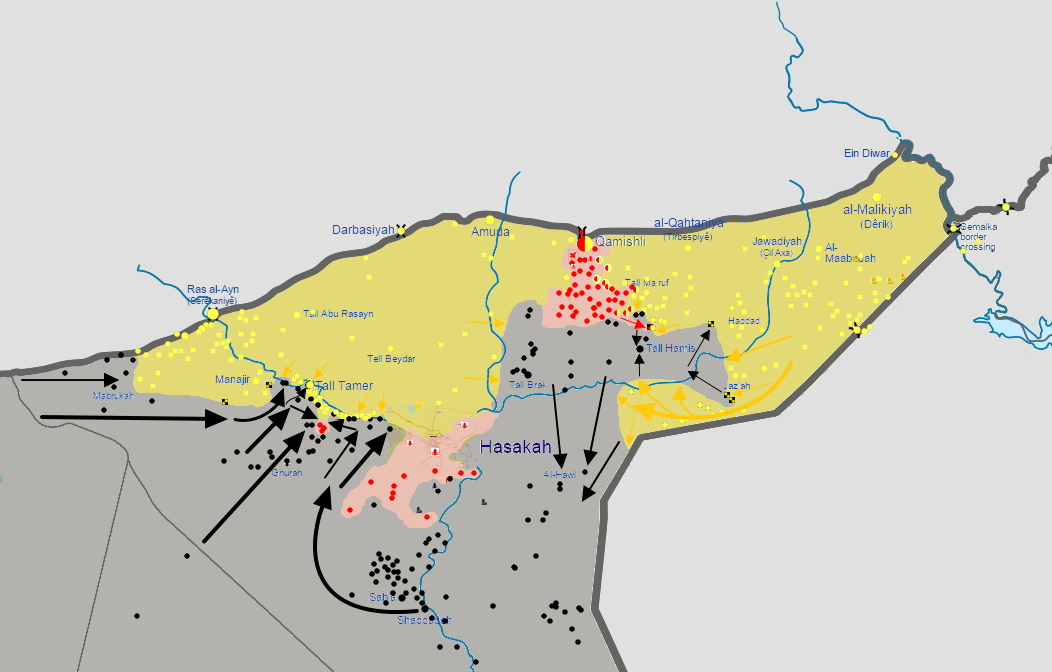
Cuộc tấn công của Al-Hasakah đang diễn ra, ngày 24 tháng 2 năm 2015

Kể từ khi phiến quân ISIL chiếm được thành phố Raqqa, một số người Assyria từ đó và từ Al-Thawrah đã trốn đến Tell Tamer như người tị nạn. Tuy nhiên, hơn 500 gia đình Assyria cũng đã trốn khỏi thị trấn. Nhiều người Assyria từ thị trấn di cư chủ yếu đến Hoa Kỳ, Châu Âu và Canada.
Vào tháng 2 năm 2015, thị trấn đã bị lực lượng dân quân Nhà nước Hồi giáo chiếm, dẫn đến vụ bắt cóc khoảng 90 cư dân. trong cuộc tấn công al-Hasakah. Vài ngàn cư dân chạy trốn khỏi thành phố, chủ yếu đến thành phố al-Hasakah.
Vào ngày 23 tháng 2 năm 2015, ISIL đã bắt cóc khoảng 220 người Assyria từ các ngôi làng xung quanh Tell Tamer và đến ngày 26 tháng 2, con số đó đã tăng lên 350. Vào ngày 1 tháng 3, ISIL đã thả 19 người Assyria bị bắt cóc. Vào ngày 24 tháng 3, nhiều con tin người Assyria đã được thả ra, nâng số con tin người Assyria được thả lên 24.

## Nhân khẩu học
Cư dân ban đầu của nó là người Assyria từ bộ lạc Thượng Tyari, người đã đến khu vực từ vùng Hakkari ở Thổ Nhĩ Kỳ qua Iraq. Cuối thập niên 1960, họ vẫn bao gồm gần như toàn bộ dân số của thị trấn. Phần lớn dân số hiện đại của thị trấn bao gồm người Ả Rập và người Kurd, trong khi các nhà lãnh đạo Assyria địa phương trong những năm 1990 ước tính sự hiện diện của cộng đồng của họ trong thị trấn là khoảng 20%.
Ước tính dân số lịch sử như sau: 1.244 người (1936); 1.250 người (1960); 2.994 người (1981); 5.030 người (1993); 5.216 người (1994); 5.405 người (1995).
Các ước tính học thuật trước chiến tranh thực sự đã đặt tổng số người Assyria thuộc Giáo hội Assyria ở miền Đông sống trên khắp Syria vào khoảng 30.000 người, với khoảng 15.000 đến 20.000 (tức là 2/3, nhiều nhất) người Khabur.

### Tôn giáo
"Nhà thờ Đức Mẹ" của người Assyria, nằm ở Phố cổ, tại một địa điểm nổi bật gần Tell (đồi) thực tế, đóng vai trò là trung tâm của cộng đồng Assyria. Đầu những năm 1980, nhà thờ ban đầu được xây dựng bằng gạch bùn vào những năm 1930 đã bị phá vỡ và được thay thế bằng một tòa nhà kiểu Ý mới. Một nhà thờ Hồi giáo bằng gạch có mái vòm lớn màu xanh lá cây được xây dựng vào những năm 1970 phục vụ cộng đồng Hồi giáo đang phát triển ngay phía nam trung tâm thị trấn.

## Những người đáng chú ý
- Adwar Mousa, ca sĩ-nhạc sĩ nổi tiếng người Assyria.
- Juliana Jendo, ca sĩ Assyrian nổi bật.
- Omar Souleyman, ca sĩ Ả Rập nổi bật.

### Văn chương
- Fernandez, Alberto M. (1998). "Dawn at Tell Tamer: The Assyrian Christian Survival on the Khabur River" (PDF). Journal of Assyrian Academic Studies. Quyển 12 số 1. tr. 34–47. Bản gốc (PDF) lưu trữ ngày 28 tháng 8 năm 2016. Truy cập ngày 24 tháng 6 năm 2019.